# رماح
رماح (به عربی: رماح) یک منطقهٔ مسکونی در لبنان است که در شهرستان عکار واقع شده‌است. رماح ۱٫۹۸ کیلومتر مربع مساحت و ۷۴۲ نفر جمعیت دارد و ۴۰۰ متر بالاتر از سطح دریا واقع شده‌است.